# Biechów (gromada)
Biechów – dawna gromada, czyli najmniejsza jednostka podziału terytorialnego Polskiej Rzeczypospolitej Ludowej w latach 1954–1972.
Gromady, z gromadzkimi radami narodowymi (GRN) jako organami władzy najniższego stopnia na wsi, funkcjonowały od reformy reorganizującej administrację wiejską przeprowadzonej jesienią 1954 do momentu ich zniesienia z dniem 1 stycznia 1973, tym samym wypierając organizację gminną w latach 1954–1972.
Gromadę Biechów z siedzibą GRN we Biechowie utworzono – jako jedną z 8759 gromad na obszarze Polski – w powiecie buskim w woj. kieleckim, na mocy uchwały nr 13a/54 WRN w Kielcach z dnia 29 września 1954. W skład jednostki weszły obszary dotychczasowych gromad Biechów, Piestrzec (bez kolonii Ugory) i Wola Biechowska ze zniesionej gminy Wójcza w tymże powiecie. Dla gromady ustalono 19 członków gromadzkiej rady narodowej.
1 stycznia 1959 do gromady Biechów przyłączono obszar zniesionej gromady Wójcza.
31 grudnia 1959 do gromady Biechów przyłączono wsie Świniary Kościelne, Świniary Zielenieckie i Świniary A oraz kolonię Ugory ze zniesionej gromady Świniary w tymże powiecie.
Gromada przetrwała do końca 1972 roku, czyli do kolejnej reformy gminnej.